# مسجد چاله
مسجد چال(هیئت الزهرا)مربوط به دوره قاجار است و در شهرستان زرندیه، بخش مرکزی، شهر مامونیه، خیابان امام حسین، کوچه نورانی جنب مسجد علی ابن ابیطالب واقع شده این بنا به همت جوانان شهر به هیئتی با نام هیئت الزهرا تبدیل شده است 
این اثر در تاریخ ۱۸ اسفند ۱۳۸۷ با شمارهٔ ثبت ۲۵۰۰۳ به‌عنوان یکی از آثار ملی ایران به ثبت رسیده است.